# Chiquinho (futebolista nascido em 1995)
Francisco Leonel Lima Silva Machado (Santo Tirso, 19 de julho de 1995), conhecido como Chiquinho, é um futebolista profissional português que atua como médio-ofensivo. Atualmente joga no Olympiacos.

## Carreira
Natural de Santo Tirso, distrito do Porto, Chiquinho jogou na formação do UDS Roriz, Pasteleira, Boavista e, por fim, Leixões.
A 30 de julho de 2014, Chiquinho fez a sua estreia profissional pela equipa principal do Leixões, jogando 62 minutos de uma vitória caseira por 3–0 sobre o Santa Clara, na fase de grupos da Taça da Liga. A 27 de agosto, fez a sua estreia na Segunda Liga, num empate em casa por 1–1 com o Tondela. O seu primeiro golo nesta liga só surgiu 2 anos depois, a 20 de agosto de 2016, numa derrota por 1–2 para o FC Porto B no Estádio do Mar.
Em fevereiro de 2017, o Leixões aceitou uma oferta de 200 mil euros do NK Lokomotiva Zagreb por Chiquinho, que assinou um contrato de 3 anos e meio com o clube croata. A 25 de fevereiro, estreou-se pelo Lokomotiva, entrando como substituto na 2ª parte de uma vitória caseira por 2–0 sobre o NK Osijek, na Primeira Liga Croata.
Em julho de 2017, Chiquinho transferiu-se para a Académica de Coimbra por empréstimo de 1 época, com opção de compra. A 1 de janeiro de 2018, a Briosa ativou a cláusula, adquirindo definitivamente o jogador. No fim da temporada 2017–2018, a 28 de maio, a Académica vendeu Chiquinho ao Benfica, com o médio a assinar um contrato de 5 anos pelas Águias. No entanto, um mês depois, a 25 de julho, Chiquinho transferiu-se para o Moreirense, com o Benfica a manter 50% dos seus direitos económicos.
A 12 de agosto de 2018, Chiquinho fez a sua estreia na Primeira Liga pelo Moreirense, jogando os 90 minutos de uma derrota em casa por 1–3 frente ao Sporting CP. A 21 de setembro, marcou o seu primeiro golo pelo clube de Moreira de Cónegos, numa vitória por 1–0 sobre a AR São Martinho, na 3ª ronda da Taça de Portugal. Na temporada 2018–19, Chiquinho somou 10 golos pelo Moreirense.
A 1 de julho de 2019, Chiquinho regressou ao Benfica, assinando contrato até 2024. A 4 de agosto, na sua estreia oficial pelas Águias, na Supertaça Cândido de Oliveira frente ao Sporting CP, substituiu Gabriel aos 82 minutos e marcou o último tento de uma goleada por 5–0.
A 31 de agosto de 2021, Chiquinho foi emprestado ao Braga, também da Primeira Liga, sem opção de compra. Em fevereiro de 2022, foi novamente emprestado, desta vez ao Giresunspor, da Super Liga Turca.
Na temporada 2022–23, de regresso ao Estádio da Luz, Chiquinho inicialmente não entrava nas contas do treinador Roger Schmidt. No entanto, após a saída de Enzo Fernández para o Chelsea no mercado de transferências de inverno, Chiquinho tornou-se um membro importante da equipa benfiquista, somando 25 jogos e 1 golo pelos eventuais campeões nacionais.

## Títulos
Benfica
- Primeira Liga: 2022–23[22]
- Supertaça Cândido de Oliveira: 2019 e 2023[16]

Olympiacos
- Liga Conferência Europa da UEFA: 2023–24